# Anna Smoleńska
Anna Smoleńska alias „Hanka“ (28. února 1920 Varšava – 19. březen 1943, koncentrační tábor Auschwitz-Birkenau) byla polská harcerská instruktorka a členka harcerského protinacistického odboje, pravděpodobná autorka ideje kotwice, kterou obhajovala na vítězném konkursu na obecný znak polského podzemí.
Působila v odbojových organizacích Szare Szeregi a Wawer (houfec Ochota), kde se podílela na tzv. malých sabotážích a na péči o rodiny uvězněných, mimo jiné měla na starost doručování dopisů vězňů z nechvalně známého Pawiaku rodinám. Byla též spojkou Marie Straszewské, tajemnice redakce odbojářského časopisu „Biuletyn Informacyjny“.
V roce 1942 byla zatčena a uvězněna v Pawiaku, odkud byla 26. listopadu odeslána do koncentračního tábora Auschwitz-Birkenau, kde necelé čtyři měsíce poté zemřela.